# Dianthus raddeanus
Dianthus raddeanus là loài thực vật có hoa thuộc họ Cẩm chướng. Loài này được Vierh. mô tả khoa học đầu tiên năm 1898.